# NGC 2173
NGC 2173 is een open sterrenhoop in het sterrenbeeld Tafelberg. Het hemelobject werd op 8 februari 1836 ontdekt door de Britse astronoom John Herschel.

## Synoniemen
- ESO 33-SC34